# 해남 단군영당 유허비
해남 단군영당 유허비는 대한민국 전라남도 해남군 화산면에 있다. 2000년 10월 15일 해남군의 향토문화유산 제3호로 지정되었다.

## 개요
단군영당 유허비는 현재의 단군전으로 단군의 영정을 모시기 전에 단군을 모시고 있었던 화산면 금풍리에 세워져 있는 유허비다. 1968에 건립한 것으로 경주이씨 이성술이 찬하고 광주이씨 이문수가 글을 썼다. 단군영당유허비는 단군신위 봉안 유래가 명기되어 있으며, 백운의문비는 이종철의 생애에 대해 기술되어 있으며 1994년에 입비하였다. 단군전(檀君殿)이 있었다고 전하는 구지에는 「단군영당유허비」와 「백운의문비」등 2기의 비석이 세워져 있는데 비석의 높이는 2.2m,너비0.6m, 두께0.2m이다. 1920년대에 이곳 화산면 금풍리 출신 백운 이종철은 서울 휘문고보 재학시 스승·동창들과 함께 황해도 구월산 삼성사(三聖祠)에 수학여행을 가서 단군 진영전(眞影殿)을 배향하였으나 단군전이 퇴락되어 있는 것을 목격하였다. 이에 1922년 고향 경주이씨 문중에 창의(倡議)하여 화산면 금풍리 뒷산에 전각을 세우고 구월산에 있는 진영(眞影)주)1과 기타 제기일체를 가지고 와서 봄, 가을로 36년간 향사(享祀)를 행하여 왔다.